# Einsteiggerät
Das Einsteiggerät ist ein besonders gestaltetes Atemschutzgerät, das ein Einsteigen durch enge
Schächte, oder Domdeckel von Kesselwagen usw. ermöglicht.
Es handelt sich dabei um einen aus einer Atemluftflasche (4 l/200 bar) bestehenden Pressluftatmer, dessen Bebänderung so gestaltet wurde, dass es am Hals getragen, bis zwischen die Oberschenkel abgesenkt werden kann, um so den nötigen Freiraum für den Einstieg zu schaffen.
Das Gerät lässt sich wegen des geringeren Atemluftvorrats nur kurzzeitig, z. B. für Erkundungen und Inspektionen einsetzen.